# Ханна Монтана (сезон 4)
Ханна Монтана Навсегда (англ. Hannah Montana Forever) — американский телевизионный сериал, который дебютировал 11 июля 2010 на Disney Channel. Основной сюжет сериала основан на девочке, которая живёт двойной жизнью: простая школьница-подросток по имени Майли Стюарт (играет Майли Сайрус) днём, и известная поп-певица Ханна Монтана ночью, маскируя настоящую личность от общественности, кроме близких друзей и семьи. Но в конце концов раскрыла свой секрет всему миру!
10 апреля 2009 был выпущен в кинотеатры художественный фильм «Ханна Монтана». Шоу продолжилось с четвёртого и последнего сезона, съёмки которого начались 18 января 2010 и закончились 14 мая 2010. Последний сезон вышел в свет 11 июля 2010 и стал последним ситкомом Disney Channel для перехода от стандартного разрешения к высокой чёткости. 4 сезон Ханны Монтаны рекламируется как Ханна Монтана: Навсегда. Последняя, одно часовая серия вышла в эфир 16 января 2011 года. В России сезон вышел в свет 22 Октября, 2011 года, на Disney Channel Russia. И закончился 30 октября 2011 года. Возвращение сезона к Российским зрителям началась с 29 марта 2013 года

## Сюжет
Майли, Лилли, Джексон и Робби переехали в новый дом. Спокойно продолжается карьера Ханны Монтаны. Майли с трудом начинает обучение в старшей школе, а потом не может поступить в Стэнфорд с Лилли. Всеми способами она пытается поступить и ничего не остаётся, кроме как помощь Ханны. Придя в её облике, ей говорят, что Майли (по легенде её помощница), сможет поступить только на следующий год, и будет в очереди на поступление самой последней. В эпизоде «Это конец, Джейк» Майли узнаёт, что он изменил ей и они расстаются. Лилли и Джесси нелегко от секрета Майли. В 9 серии она открывает тайну всему миру. Сначала все настроены против неё, и думают, что она убила веру детей в Ханну. Потом её признают. В 13 серии она получает предложение сняться в фильме с Томом Крузом, и не говорит Лилли. Майли улетает в Париж, но потом возвращается в Стэнфорд, приостанавливает свою карьеру и начинает учёбу с Лилли.

## Производство

### Начальная тема
Заставка для Ханны Монтаны — это «The Best of Both Worlds», написанная Мэтью Жераром, её продюсером, и Робби Невилом, и исполнена Майли Сайрус (в роли Ханны Монтаны). Джон Карта, который помимо того, что сочинил музыкальные вставки, чтобы обозначить смену сцен и перерывы на рекламу в первом сезоне, сочинил и саму песню. Слова песни описывают основную мысль сериала.
Полная версия песни, длительностью 2 минуты 54 секунды, была включена в саундтрек шоу, выпущенная в октябре 2006. Для ТВ-версии темы, которая длится 50 секунд, только первые две и последние две строфы были использованы. «Just Like You» и «The Other Side of Me» были изначально применены для начальной темы песни до того, как «Best of Both Worlds» была выбрана темой.
В начальной теме для двух первых сезонов присутствуют отрывки эпизодов каждого члена актёрского состава, когда появляются их имена. Имя каждого члена актёрского состава на экране оформлено в неоновом стиле. Заставка потом меняется на полноэкранные отрывки из эпизодов (большинство отрывков использованные в версии первого сезона заставки были ранее снятые эпизоды) с именами создателей, появляющимися в конце. Логотип шоу появляется в начале и в конце заставки (последняя часть на «концертной сцене» Майли Сайрус в роли Ханны Монтаны). Единственные изменения для второго сезона были замена отрывков эпизода и добавление логотипа Диснея над логотипом шоу.
Для третьего сезона была использована новая версия титров. В них Майли и Ханна Монтана на декорациях Таймс-сквера. Имена актёров и актрис и отрывки из шоу появляются на неоновом щите, где Ханна Монтана в новом парике и с новым стилем одежды. Песня играет как ремикс «The Best of Both Worlds», которая изначально была записана (и услышана в) Hannah Montana: The Movie. Это первый раз, когда сериал на Disney Channel абсолютно переделал заставку.

### В главных ролях
- Майли Сайрус в роли Майли Стюарт/Ханны Монтаны
- Эмили Осмент в роли Лилли Траскотт/Лолы Лафнэглс
- Джейсон Эрлз в роли Джексона Стюарта
- Билли Рэй Сайрус в роли Робби Рэй Стюарта
- Мойзес Ариас в роли Рико Суаве

### Приглашённые персонажи
- Митчел Муссо в роли Оливера Окена/Майка Стендли III
- Шаника Ноулз as Эмбер Эддисон
- Анна Мария Перес де Тагле в роли Эшли Девитт
- Долли Партон в роли Тёти Долли
- Вики Лоуренс в роли Мамоу Рати
- Коди Линли в роли Джейка Райана
- Морган Йорк в роли Сары
- Ноа Сайрус в роли Маленькой девочки
- Ияз в роли Себя самого
- Шэррил Кроу в роли Себя самой
- Дрю Рой в роли Джесси
- Таммин Сурсок (под настоящим именем): Эллина Вегас. в роли Селены

### ИнтервьюМайли Сайрусна шоуSaturday Night Live
Майли Сайрус не дождётся своего дебюта в шоу «Saturday Night Live», который состоится вечером 5 марта. Но она жалеет о том, что больше никогда не будет играть ученицу и известную звезду в популярном шоу «Ханна Монтана».
Когда ведущий «Saturday Night Live» Джимми Фэллон спросил, скучает ли она по сериалу, Майли ответила: «Да. Я скучаю по всему этому. Мне нравится играть, нравится писать шутки для SNL. Наверное, буду умолять, чтобы они разрешили мне участвовать в этом шоу какое-то время».
Также возможно будет продолжена деятельность торговой марки и также сериала. Продолжение будет о прошлом и будущем!

## Список эпизодов
- Майли Сайрус была во всех эпизодах.
- Джейсон Эрлз, Эмили Осмент и Билли Рэй Сайрус отсутствовали один эпизод.
- Мойзес Ариас отсутствовал четыре эпизода.

| # | №  | Название                                                                        | Режиссёр       | Автор                                                        | Дата выхода в США               | Дата показа в России                                                                                              | Зрители (миллионы) |
| --- | -- | ------------------------------------------------------------------------------- | -------------- | ------------------------------------------------------------ | ------------------------------- | --- | ------------------ |
| 87 | 1  | «Милый дом Ханны Монтаны» «Sweet Home Hannah Montana»                           | Боб Коэрр      | Майкл Порейс, Стивен Питерман                                | 11 июля 2010 Disney Channel     | 23 октября 2011 Disney Channel Russia                                                                             | 5.7                |
| Вся семья переезжает в новый дом. Но в этом новом доме случается неприятность - новая комната Майли - это старая детская комната из Теннесси. Всё усложняется, когда друзья Майли хотят устроить вечеринку в новом доме. |    |                                                                                 |                |                                                              |                                 | |                    |
| 88 | 2  | «Ханна Монтана в кабинете директора» «Hannah Montana to the Principal’s Office» | Боб Коэрр      | Стивен Джеймс Мейер                                          | 18 июля 2010 Disney Channel     | 20 августа 2011 Disney Channel Russia (премьерный показ) 22 октября 2011 Disney Channel Russia (регулярный показ) | 5.4                |
| Робби пропускает срок регистрации Майли в школу, но когда директор Люгер делает исключение для Ханны Монтаны, проблема решается. Однако Майли обнаруживает, что посещение школы в образе Ханны привлекает гораздо больше внимания, чем ей хотелось бы. Тем временем Джексон впадает в паранойю, когда Сиена приглашает его на свидание.                                                  |    |                                                                                 |                |                                                              |                                 | |                    |
| 89 | 3  | «Калифорнийский крик» «Screamin’ California»                                    | Боб Коэрр      | Джей Дж. Демопулос                                           | 25 июля 2010 Disney Channel     | 29 октября 2011 Disney Channel Russia                                                                             | 4.2                |
| Майли считает, что Робби пожертвовал своей личной жизнью ради ее карьеры, поэтому она устраивает ему свидание вслепую с Лори, ее школьной медсестрой. Тем временем Джексон переживает по поводу своего первого поцелуя с Сиеной. |    |                                                                                 |                |                                                              |                                 | |                    |
| 90 | 4  | «Не говори про мой секрет» «De-Do-Do-Do, Da-Don’t-Don’t, Don’t, Tell My Secret» | Адам Вайсман   | Эндрю Грин                                                   | 1 августа 2010 Disney Channel   | 6 ноября 2011 Disney Channel Russia                                                                               | 5.7                |
| Когда Сиена с подозрением относится к Джексону после того, как увидела Ханну Монтану возле дома Стюартов, он просит Майли раскрыть ее секрет Сиене, чтобы развеять ее опасения. |    |                                                                                 |                |                                                              |                                 | |                    |
| 91 | 5  | «Это конец Джейк, мы оба понимаем это» «It’s the End of the Jake as We Know It» | Шэннон Флинн   | Мария Браун-Галленберг                                       | 8 августа 2010 Disney Channel   | 17 мая 2013 Канал Disney                                                                                          | 4.7                |
| Пока Ханна записывает рождественский телешоу с певицей Шерил Кроу, брат Джексон тоскует по своей новой девушке Сиенне, которая находится за границей на фотосессии в Перу. Лучшие друзья Лилли и Оливер боятся сказать Ханне/Майли, что ее парень Джейк изменил ей, пока он был на съемках нового фильма.                                                                                |    |                                                                                 |                |                                                              |                                 | |                    |
| 92 | 6  | «День отца и дочери» «Been Here All Along»                                      | Адам Вайсман   | Дуглас Леблин                                                | 22 августа 2010 Disney Channel  | 20 ноября 2011 Disney Channel Russia                                                                              | 4.6                |
| После того, как Майли отменяет особый день отца и дочери со своим отцом, чтобы вместо этого пойти на первое свидание с Джесси, она злится только тогда, когда Джесси отвечает на телефонный звонок своего отца, потому что она бросила отца, чтобы провести с ним время. Однако затем она дает концерт в роли Ханны в честь военнослужащих и их семей, которым не повезло иметь их дома. |    |                                                                                 |                |                                                              |                                 | |                    |
| 93 | 7  | «Любовь - это сладкая песня» «Love That Let’s Go»                               | Адам Вайсман   | Хизер Уордхэм                                                | 12 сентября 2010 Disney Channel | 13 ноября 2011 Disney Channel Russia                                                                              | 4.5                |
| Майли убеждает Лилли попробовать покататься на ее лошади Блю Джинс. К сожалению, во время ее первой поездки змея укусила лошадь, что привело к травмам обоих, в том числе к гибели любимого питомца Майли. |    |                                                                                 |                |                                                              |                                 | |                    |
| 94 | 8  | «Бонус-трек» «Hannah’s Gonna Get This»                                          | Боб Коэрр      | Стивен Джеймс Мейер (Телепостановка), Донна Джасо (Сюжет)    | 3 октября 2010 Disney Channel   | 27 ноября 2011 Disney Channel Russia                                                                              | 4.1                |
| У Майли писательский кризис, и в итоге она пишет что-то не похожее на Ханну. |    |                                                                                 |                |                                                              |                                 | |                    |
| 95 | 9  | «Я всегда буду помнить тебя (Часть 1)» «I’ll Always Remember You (Part 1)»      | Боб Коэрр      | Эндрю Грин, Мария Браун-Галленберг                           | 7 ноября 2010 Disney Channel    | 4 декабря 2011 Disney Channel Russia                                                                              | 7.1                |
| Джесси отвергает Майли после того, как секрет Ханны вмешивается в его жизнь. Майли и Лилли подают документы в один и тот же колледж. Лилли входит, а Майли нет. |    |                                                                                 |                |                                                              |                                 | |                    |
| 96 | 10 | «Я всегда буду помнить тебя (Часть 2)» «I’ll Always Remember You (Part 2)»      | Шэннон Флинн   | Эндрю Грин, Мария Браун-Галленберг                           | 7 ноября 2010 Disney Channel    | 11 декабря 2011 Disney Channel Russia                                                                             | 7.1                |
| Она проезжает 200 миль до Стэнфордского колледжа и почти раскрывает свою тайну хозяйке колледжа. |    |                                                                                 |                |                                                              |                                 | |                    |
| 97 | 11 | «Ты можешь видеть меня настоящей?» «Can You See the Real Me?»                   | Джон Д’Инсекко | Дуглас Леблин                                                | 5 декабря 2010 Disney Channel   | 18 декабря 2011 Disney Channel Russia                                                                             | 4.9                |
| Майли дает интервью Робину Робертсу после того, как раскрыла свою тайну. |    |                                                                                 |                |                                                              |                                 | |                    |
| 98 | 12 | «Поцелуй на прощание» «Kiss It All Goodbye»                                     | Шэннон Флинн   | Джей Дж. Демопулос (Телепостановка), Эдвард С. Эванс (Сюжет) | 19 декабря 2010 Disney Channel  | 8 октября 2013 Канал Disney                                                                                       | 4.3                |
| Теперь Майли предстоит жить открытой жизнью как знаменитость. |    |                                                                                 |                |                                                              |                                 | |                    |
| 99 | 13 | «Услышь мой гнев!» «I Am Mamaw, Hear Me Roar!»                                  | Боб Коэрр      | Хизер Уордхэм                                                | 9 января 2011 Disney Channel    | 8 октября 2013 Канал Disney                                                                                       | 4.3                |
| Мамау приходит на выпускной Майли. |    |                                                                                 |                |                                                              |                                 | |                    |
| 100 | 14 | «И куда бы я не пошла... (Часть 1)» «Wherever I Go (Part 1)»                    | Боб Коэрр      | Майкл Порейс, Стивен Питерман                                | 16 января 2011 Disney Channel   | 15 октября 2013 Канал Disney                                                                                      | 6.2                |
| Пока девочки готовятся к поступлению в колледж, Майли предлагают важную роль в фильме, который будут снимать за границей. Джексон вынужден искать работу, но отсутствие опыта не оставляет ему выбора. |    |                                                                                 |                |                                                              |                                 | |                    |
| 101 | 15 | «И куда бы я не пошла... (Часть 2)» «Wherever I Go (Part 2)»                    | Боб Коэрр      | Майкл Порейс, Стивен Питерман                                | 16 января 2011 Disney Channel   | 15 октября 2013 Канал Disney                                                                                      | 6.2                |
| Майли нужно решить, собирается ли она сниматься в кино или поступать в колледж вместе с Лилли. |    |                                                                                 |                |                                                              |                                 | |                    |

## Саундтрек

### Дата выпуска
Саундтрек был выпущен 19 октября 2010 года.

### Состав саундтрека
В Саундтрек входят песни такие как:
1. Gonna Get This
2. Que Sera
3. Ordinary Girl
4. Kiss It Goodbye
5. I’ll Always Remember You
6. Need A Little Love
7. Are You Ready
8. Love That Lets Go
9. I’m Still Good
10. Been Here All Along
11. Barefoot Cinderella

## Даты начала показа
| Страна         | Канал                                  | Премьера сезона                    | Заметка                                                                                          |
| -------------- | -------------------------------------- | ---------------------------------- | ------------------------------------------------------------------------------------------------ |
| Арабский мир   | Канал Disney                           | Сентябрь 18, 2010                  | Трансляция в Египте происходит с субтитрами, каждую неделю новый                                 |
| Азия           | Канал Disney Азия                      | Август 9, 2010                     | В первый раз эпизод транслировался в супер-Понедельник                                           |
| Азия           | Канал Disney Азия                      | Сентябрь 18, 2010                  | Официальная премьера                                                                             |
| Австралия      | Канал Disney Австралия                 | Август 20, 2010                    |                                                                                                  |
| Франция        | Канал Disney Франция                   | Октябрь 6, 2010                    | Two episodes were aired as part of the official premiere.                                        |
| Германия       | Канал Disney Германия                  | Октябрь 7, 2010                    | 11 Episodes Aired                                                                                |
| Германия       | Super RTL                              | Февраль 19, 2011                   |                                                                                                  |
| Греция         | Канал Disney Греция                    | Сентябрь 18, 2010                  |                                                                                                  |
| Индия          | Канал Disney Индия                     | Октябрь 30, 2010                   | Транслировано 9 эпизодов                                                                         |
| Ирландия       | Канал Disney Великобритания            | Октябрь 4, 2010                    |                                                                                                  |
| Израиль        | Канал Disney Израиль                   | Январь 20, 2011                    | Один эпизод каждый четверг в 18.20                                                               |
| Италия         | Канал Disney Италия                    | Сентябрь 17, 2010                  | По четвергам в 19.00                                                                             |
| Япония         | Канал Disney Япония                    | Сентябрь 3, 2010                   |                                                                                                  |
| Аргентина      | Канал Disney Латино Америка            | Август 13, 2010                    | По пятницам в 18.00                                                                              |
| Бразилия       | Канал Disney Латино Америка            | Август 13, 2010                    | По пятницам в 18.00                                                                              |
| Чили           | Канал Disney Латино Америка            | Август 13, 2010                    | По пятницам в 18.00                                                                              |
| Колумбия       | Канал Disney Латино Америка            | Август 13, 2010                    | По пятницам в 18.00                                                                              |
| Мексика        | Канал Disney Латино Америка            | Август 13, 2010                    | По пятницам в 18.00                                                                              |
| Венесуэла      | Канал Disney Латино Америка            | Август 13, 2010                    | По пятницам в 18.00                                                                              |
| Нидерланды     | Канал Disney Ниндерланды и Бельгия     | Январь 1, 2011                     |                                                                                                  |
| Польша         | Канал Disney Польша                    | Сентябрь 18, 2010                  | Два эпизода были показаны в официальную премьеру. Новый эпизод транслируется по субботам в 21.15 |
| Румыния        | Канал Disney Румыния                   | Сентябрь 18, 2010                  | Два эпизода были показаны в официальную премьеру.                                                |
| Испания        | Канал Disney Испания                   | Сентябрь 24, 2010                  |                                                                                                  |
| Великобритания | Канал Disney Великобритания и Ирландия | Октябрь 4, 2010                    | Два эпизода каждую неделю в октябре-ноябре.                                                      |
| Украина        | Канал Disney Украина                   | Август 13, 2011                    | Каждый день                                                                                      |
| Россия         | Канал Disney Россия                    | 22 октября 2011 и 3 сентября 2013  |                                                                                                  |
| Казахстан      | Канал Disney Казахстан                 | Август 20, 2010 по 17 декабря 2011 | Каждый день в 21:20                                                                              |
| Узбекистан     | Канал Disney Узбекистан                | Ноябрь, 2010                       | Каждый четверг новые серии                                                                       |
| Кыргызстан     | Канал Disney Кыргызстан                | Ноябрь, 2010                       | По будням в 15:40                                                                                |